# Hyperopisus
Genre
Hyperopisus est un genre de poissons d'eau douce ou saumâtre de la famille des Mormyridés. Ce genre se rencontre en Afrique.

## Liste des espèces
Selon World Register of Marine Species (6 mars 2024) :
- Hyperopisus bebe (Lacepède, 1803)

## Classification
Le nom valide complet (avec auteur) de ce taxon est Hyperopisus Gill, 1862,.
Hyperopisus a pour synonyme :
- Hyperopsis (graphie incorrecte)

## Étymologie
Le nom générique, Hyperopisus, dérive du grec ancien ὑπɛ̀ρ, hupèr, « au-dessus, au-delà », et pisus, formé à partir du latin pisum, « pois », fait référence aux dents palatines en forme de pois.

## Publication originale
- (en) Theodore Gill, « On the West African Genus Hemichromis and Descriptions of New Species in the Museums of the Academy and Smithsonian Institution », Proceedings of the Academy of Natural Sciences of Philadelphia, Philadelphie, Académie des sciences naturelles de Philadelphie, vol. 14, no 4,‎ 1862, p. 134-139 (ISSN 0097-3157 et 1938-5293, OCLC 1382862, JSTOR 4059440, lire en ligne).